# Кобыльня
Кобыльня (укр. Кобильня) — село на Украине, находится в Липовецком районе Винницкой области. До 1961 года село принадлежало Винницкому району Винницкой области.
Код КОАТУУ — 0522282602. Население по переписи 2001 года составляет 317 человек. Почтовый индекс — 22530. Занимает площадь 1,278 км².

## Адрес местного совета
22530, Винницкая область, Липовецкий район, с. Козинцы, ул. Победы, 33

## Галерея

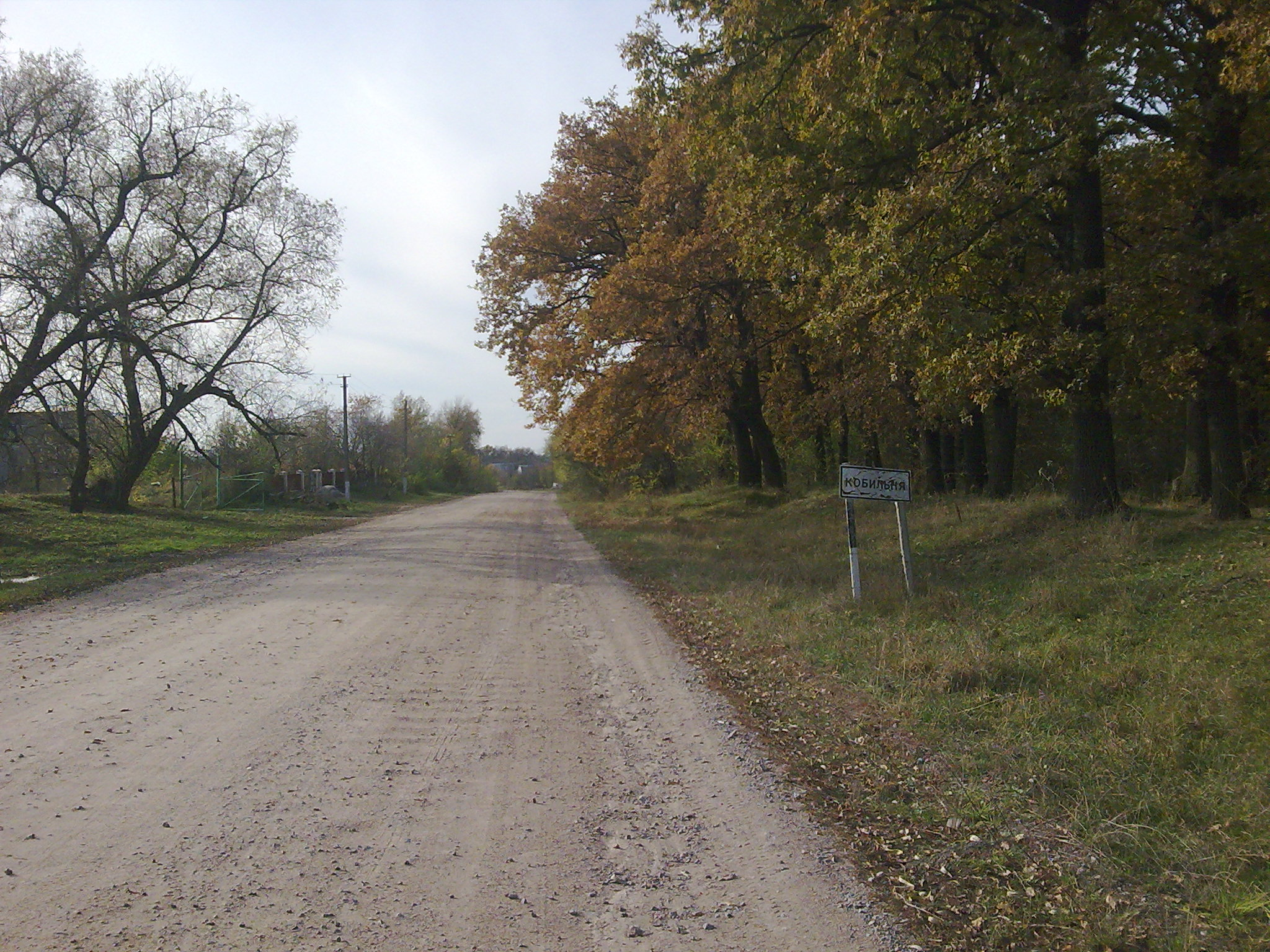
Въезд в село
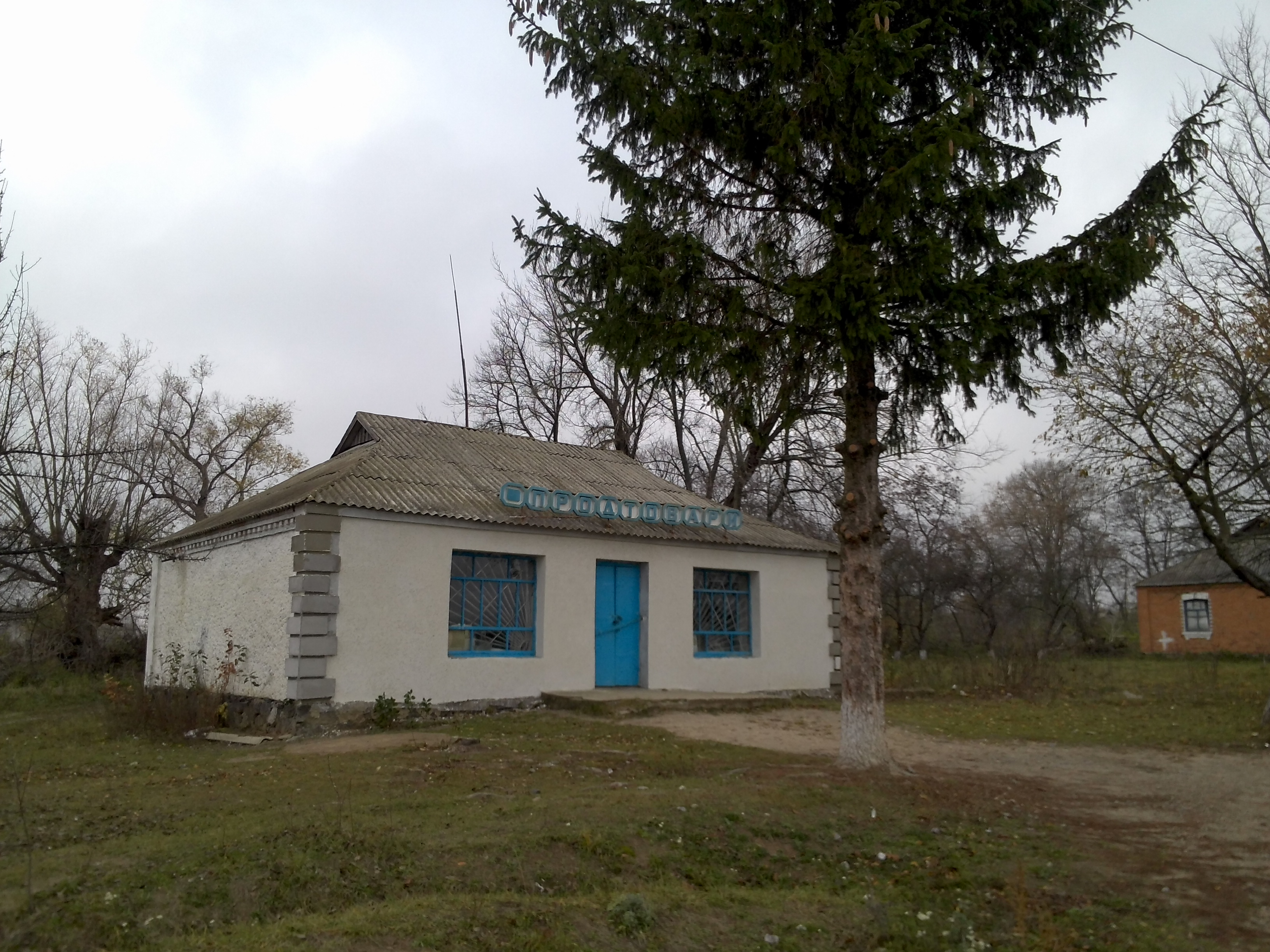
Магазин
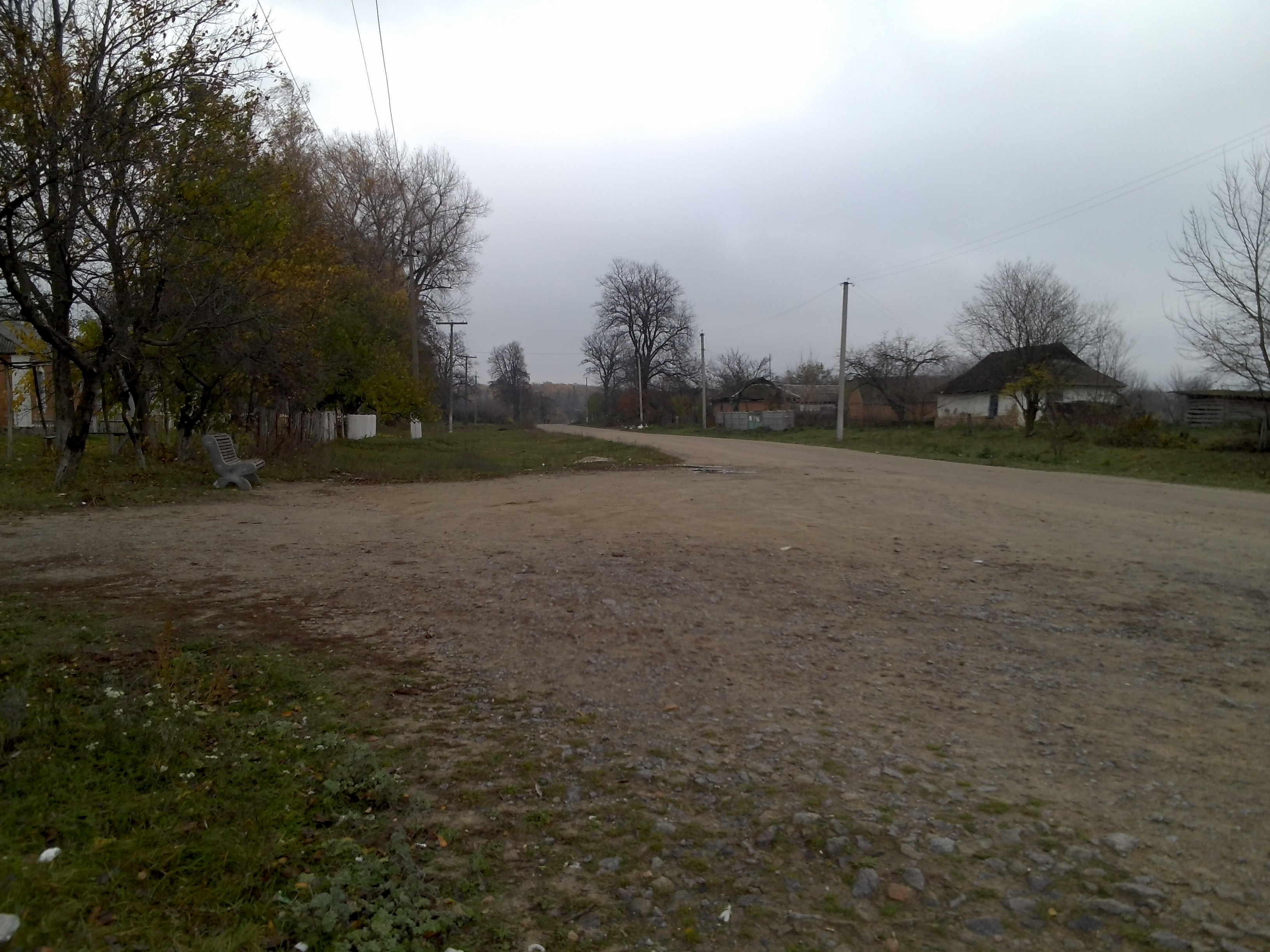
Улица